# Алеппский погром 1947 года
Алеппский погром 1947 года — нападения на евреев г. Эль-Халеб (Алеппо), Сирия, в декабре 1947 года, последовавшие за разделом Палестины и признанием государства Израиль со стороны ООН.

## История
В XIX веке евреи Алеппо уже пережили два крупных погрома в 1853 и 1875 гг..
После того, как 29 ноября 1947 года ООН приняла решение о разделе Палестины, арабы Алеппо выступили против еврейского населения города, которое к тому времени составляло около 10 000 человек.
Точное число погибших не поддаётся оценкам: разные исследователи приводят цифры от 8 до 75 человек. Несколько сот было ранено. Было уничтожено 10 синагог, 5 школ, сиротский приют и молодёжный клуб, а также еврейские магазины и 150 жилых домов. Стоимость повреждённого имущества оценивается в 2,5 миллиона долларов по курсу того времени. Во время погрома было уничтожено больше половины страниц Алеппского кодекса.
События привели к массовому исходу евреев Алеппо в Израиль. В течение нескольких следующих лет еврейская община города уменьшилась вдвое.